# Crypto Wars

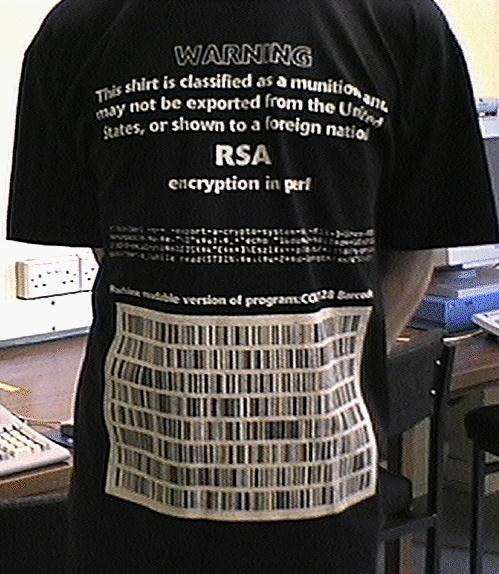
Exportação restrita:a criptografia RSA, de código-fonte impressa em uma camiseta fez dela um produto exportação restrita e uma munição pela liberdade de expressão um protesto contra as restrições dos EUA à exportação de criptografia. (As costas da camisa mostra cláusulas relevantes da Bill of Rights sob um carimbo escrito 'VAZIO') Alterações na lei de exportação significa que não é mais ilegal exportar esta camiseta dos EUA, ou para os seus cidadãos mostrarem para estrangeiros.

O nome não oficial "Guerras Criptográficas" se refere às tentativas do governos dos EUA e aliados de limitar ao público e às nações estrangeiras o acesso à criptografia forte o suficiente para resistir a descriptografia pelas agências nacionais de inteligência, especialmente a NSA.
No início dos anos 2000, e novamente em 2005, defensores da privacidade chegaram a celebrar que as Guerras Criptográficas teriam sido vencidas pelo acesso público legal à criptografia. Mas depois descobriu-se que uma segunda batalha continuou a ser disputada secretamente. Edward Snowden revelou que o programa Bullrun da NSA tinha por objetivo enfraquecer secretamente os algoritmos da criptografia e suas implementações.

## Exportação de criptografia dos Estados Unidos

### Guerra Fria
No início da Guerra Fria, os EUA e seus aliados desenvolveram uma série de elaborados controles de regulação da exportação, para prevenir que a tecnologia ocidental caísse nas mãos de outros países, particularmente do Bloco do Leste. Toda a exportação de tecnologia classificada como "crítica" requeria  uma licença. Organizou-se em 1950 um Comitê de Coordenação para Controle Multilateral de Exportações ("Coordinating Committee for Multilateral Export Controls") - CoCom.
Dois tipos de tecnologia eram protegidas: a tecnologia associada apenas às armas de guerra ("munições") e tecnologia de uso duplo, que também tinha aplicações comerciais. Nos EUA, a exportação de tecnologia de uso duplo era controlada pelo Departamento de Comércio, enquanto as munições eram controladas pelo Departamento de Estado. Como no período imediato pós Segunda Guerra Mundial o mercado de criptografia era quase inteiramente militar, a tecnologia correspondente (técnicas, equipamento e, depois que os computadores se tornaram importantes, programas de criptografia) foi incluída como um item da Categoria XIII na Lista de Munições dos Estados Unidos. O controle multinacional da exportação de criptografia no lado Ocidental da divisão da Guerra Fria era feito através de mecanismos da CoCom.
Na década de 1960, organizações financeiras estavam começando a exigir criptografia comercial forte no crescente campo de transferência bancária. A introdução do Padrão de Criptografia de Dados em 1975, pelo governo dos Estados Unidos, tornou comuns os usos comerciais da criptografia de alta qualidade, e sérios problemas de controle de exportação começaram a surgir. Geralmente esses problemas eram enfrentados caso a caso com licença de exportação requeridas por fabricantes de computadores, como a IBM e suas grandes corporações clientes.

### Computador pessoal
Os controles de exportação de criptografia se tornaram uma questão de preocupação pública com a introdução do computador pessoal. O Sistema criptográfico PGP de Phil Zimmermann e sua distribuição na Internet, em 1991, foi o primeiro grande desafio em nível individual para o controle de exportação de criptografia. O crescimento do comércio eletrônico na década de 1990 criou uma pressão adicional para a redução de restrições. Pouco depois, a tecnologia SSL da Netscape foi amplamente adotada como um método para a proteção de transações de cartão de crédito que usavam criptografia de chave pública.
As mensagens criptografadas com SSL utilizavam a cifra RC4 com chaves de 128 bits. Mas os regulamentos de exportação do governo dos EUA não permitiam a exportação de sistemas de criptografia com chaves de 128 bits. À época os governos ocidentais tinham, na prática, uma dupla personalidade em relação à criptografia: a política era elaborada ppor  criptoanalistas militares, que estavam apenas preocupados com a prevenção da aquisição de segredos por seus inimigos, mas essa política era comunicada ao comércio por oficiais cujo trabalho era apoiar a indústria.
O maior tamanho de chave permitido para exportar, sem processos de licença individual era de 40 bits, então a Netscape desenvolveu duas versões do seu navegador web. A "edição" dos EUA tinham a força total de 128 bits e a "edição Internacional" teve o seu comprimento de chave efetivamente reduzido para 40 bits, por meio da revelação de 88 bits da chave no protocolo da SSL. Adquirir a versão "doméstica dos EUA" acabou por ser tão incômodo que a maioria dos usuários de computador, mesmo nos EUA, acabou utilizando a versão "internacional", cuja criptografia fraca de 40 bits poderia ser quebrada em questão de dias, através de um único computador pessoal. Uma situação semelhante ocorreu com o Lotus Notes, pelas mesmas razões.
As ações judicias conhecidas como Bernstein contra os EUA (propostas por Peter Junger e outros defensores das liberdades civis e da privacidade), a disponibilidade generalizada de software de criptografia fora dos EUA, e a percepção por parte de muitas empresas de que a publicidade adversa sobre criptografia fraca estava limitando suas vendas e o crescimento do e-commerce levaram a uma série de dispensas nos controles de exportação dos EUA. Em 1996 o Presidente Bill Clinton assinou a ordem executiva 13026 transferindo a criptografia comercial da Lista de Munições para a Lista de Controle do Comércio e determinando que "software não deve ser considerado ou tratado como 'tecnologia'", para fins de aplicação dos Regulamentos de Administração de Exportação. Esta ordem permitiu que o Departamento de Comércio dos Estados Unidos implementasse regras para simplificar enormemente a exportação de programas proprietários e de código aberto contendo criptografia, o que foi feito em 2000.

### Situação atual
Desde 2009, as exportações não-militares de criptografia dos EUA são controladas pelo Departamento de Comércio de Bureau da Indústria e Segurança (BIS). Ainda existem algumas restrições, até nas comercializações em massa, particularmente no que se refere a exportações para "Estados vilões" e organizações terroristas. Equipamentos de criptografia militarizada, eletrônicos aprovados pela TEMPEST, software criptográfico personalizado e até mesmo serviços de consultoria criptográfica ainda exigem licença de exportação. No entanto, o registro de criptografia no BIS é necessário para a exportação de "comercializações em massa de mercadorias criptografadas, softwares e componentes com criptografia superior a 64 bits" (75 FR 36494). Além disso, outros itens necessitam de uma única revisão ou uma notificação ao BIS antes da exportação para a maioria dos países. Por exemplo, o BIS deve ser notificado antes que o software criptográfico de código aberto seja disponibilizado publicamente na Internet, embora nenhuma revisão seja necessária. As regulamentações de exportação foram flexibilizadas desde as normas anteriores a 1996, mas continuam a ser complexas. Outros países, notadamente os que participam no Acordo de Wassenaar, têm restrições semelhantes.

## Sinais de Celular
Chip Clipper
O Chip Clipper é um conjunto de chips para telefones móveis feito pela NSA nos anos 1990, o qual implementava a criptografia com uma backdoor para o governo estadunidense. O governo dos EUA tentou fazer com que as manufaturas de telefones adotassem o conjunto de chips, mas sem sucesso, e o programa foi extinto em 1996.
A5/1 (Criptografia GSM)
A5/1 é um fluxo de cifras utilizado para promover a privacidade da comunicação pelo ar em padrões de GSM de telefone celular.
O pesquisador em segurança, Ross Anderson relatou, em 1994, que "há uma linha fantástica entre as agências de inteligência NATO em meados dos anos 1980 se além da criptografia GSM deveria ser mais forte ou não. Os alemães acreditam que deveria ser, a medida que eles  compartilham uma longa fronteira com o Warshaw Pact; mas outros países não se sentem da mesma maneira, e o algoritmo como agora é encaminhado é um design francês".
De acordo com o professor Jan Arild Audestad, no processo de padronização o qual começou em 1982, A5/1 foi proposto originalmente para ter uma chave de 128 bits de comprimento. Naquele momento, 128 bits foram projetados para serem seguros por pelo menos 15 anos. Agora é estimado que 128 bits possa de fato também ser seguro em 2014. Audestad , Peter Van der Arend, e Thomas Haug dizem que os britânicos insistem em enfraquecer a criptografia, com Haug dizendo que um delegado britânico afirmou queriam uma criptografia mais forte para proteger contra a espionagem da Alemanha Oriental, então o compromisso se tornou um comprimento chave de 56 bits.

## Os Desafios DES
O algorítimo de criptografia DES , é amplamente utilizado e foi planejado originalmente pela IBM para ter um tamanho de chave com 64 bits; a NSA pressionou para uma chave com tamanho de 48 bits. No fim estabeleceu-se uma chave de 56 bits. Por volta de 1997 porém, o DES foi considerado por muitos inseguro  e após a fuga de Snowden e o vazamento de documentos em 2013 mostrou-se que ele era, de fato, facilmente craqueável pela NSA, porém ainda recomendado pelo NIST. Os Desafios do DES  foram uma série de competições de ataques criada pela RSA Security, para destacar a falta de segurança do Padrão de Criptografia de Dados. Como parte do sucesso da quebra das mensagens codificadas do DES,a EFF construíu um computador especializado nas fissuras em DES apelidado de Deep Crack.
O sucesso da quebra do DES provavelmente ajudou a reunir tanto apoio político e técnico para que criptografias mais avançadas estivessem ao alcançe de cidadãos comuns. Em 1997, o NIST começou uma competição para escolher um substituto para o DES, resultando na publicação, em 2000, do Advanced Encryption Standard (AES). NSA considera o AES forte o suficiente para proteger as informações classificadas secretas do mais alto nível.

## ProgramaBullrunde Snowden e da NSA
Ver artigo principal: Bullrun
Temendo a adoção generalizada da criptografia, a NSA decidiu furtivamente influenciar e enfraquecer os padrões de criptografia e obter chaves mestre - seja por acordo, pela força da lei ou pela exploração da rede de computadores (hacking).
De acordo com o New York Times: "Em 2006, por uma nota do documento da NSA, a agência entrou em comunicação com três companhias aéreas estrangeiras, um sistema de reserva de viagens, um departamento nuclear de um governo estrangeiro e outro serviço da Internet, rompendo as redes privadas virtuais que os protegiam. Em 2010,  o programa Edgehill, o esforço de contra-criptografia britânico, era decifrar o tráfego VPN por 30 alvos e definiu um objetivo de um adicional de 300."
Como parte do Bullrun, a NSA também trabalhou ativamente para "inserir vulnerabilidades em sistemas comerciais de criptografia, sistemas de TI, redes e dispositivos de comunicação terminais usados por alvos". O New York Times informou que o gerador de números aleatórios Dual_EC_DRBG contém uma porta de serviço da NSA, o que permitiria à NSA violar os códigos de criptografia gerados pelo gerador de números aleatórios. Embora o Dual_EC_DRBG fosse conhecido por ser um gerador de números aleatórios lento e pouco seguro depois que seu padrão foi publicado, a porta de serviço da NSA foi descoberta em 2007, e geradores de números aleatórios alternativos sem essas falhas foram certificados e amplamente acessíveis, a RSA Security continuou usando Dual_EC_DRBG no conjunto de ferramentas B-SAFE e Data Protection Manager da empresa até setembro de 2013. Embora a RSA Security tenha negado a inserção consciente de uma porta de serviçi em BSAFE, a empresa ainda não deu uma explicação para o uso contínuo do Dual_EC_DRBG após de descobertas suas falhas em 2006 e 2007,  no entanto, foi relatado em 20 de dezembro de 2013 que a RSA tinha aceite um pagamento de US $ 10 milhões da NSA para definir o gerador de números aleatórios como o padrão. Os documentos vazados da NSA afirmam que sua aplicação foi "um desafio em finesse" e que "Eventualmente, NSA tornou-se o único editor" do padrão.
Em 2010, a NSA tinha desenvolvido "capacidades inovadoras" contra o tráfego criptografado da Internet. Um documento do GCHQ advertiu, entretanto, que "essas capacidades estão entre as mais frágeis da comunidade SIGINT e a divulgação inadvertida do simples "fato de que" se poderia alertar o adversário e resultar em perda imediata da capacidade". Outro documento interno afirmava que "não haverá 'need to know'".  Vários especialistas, incluindo Bruce Schneier e Christopher Soghoian, têm especulado que o RC4 será atacado com sucesso, um algoritmo de criptografia de 1987 ainda usado em pelo menos 50 por cento de todo o tráfego SSL / TLS é uma via plausível, dadas as várias fraquezas publicamente conhecidas de RC4. Outros especularam que a NSA ganhou capacidade de quebrar 1024 bits das chaves públicas da RSA e Diffie Hellman. Uma equipe de pesquisadores apontou que há ampla reutilização de alguns primos bit 1024 não-efêmero sem implementações Diffie-Hellman, e que a NSA tendo feito precomputação contra aqueles primos para quebrar a criptografia usando-os em tempo real é muito plausivelmente ao que as "capacidades inovadoras" da NSA se referem.
O programa Bullrun é controverso, na medida em que se acredita que a NSA intencionalmente insere ou mantém vulnerabilidades secretas que podem afetar tanto os cidadãos americanos respeitadores da lei quanto os alvos da NSA, de acordo com sua política NOBUS (nobody but us).  Em teoria, a NSA tem dois trabalhos: prevenir vulnerabilidades que afetam os EUA e encontrar vulnerabilidades que podem ser usadas contra alvos dos EUA; mas como argumentado por Bruce Schneier, a NSA parece priorizar a descoberta (ou mesmo a criação) e manter as vulnerabilidades em segredo. Bruce Schneier pediu que a NSA fosse fragmentada de modo que o grupo carregado com o reforço da criptografia não fosse subserviente aos grupos que querem quebrar a criptografia de seus alvos.

## Criptografia do Armazenamento do Smartphone
Como parte dos vazamentos de Snowden, tornou-se amplamente conhecido que as agências de inteligência poderiam ignorar a criptografia de dados armazenados em smartphones, Android e iOS por ordem legal do Google e da Apple para ignorar a criptografia em telefones específicos. Por volta de 2014, como reação a isso, o Google ea Apple redesenharam a criptografia para que eles não tivessem a capacidade técnica de contorná-la, e só poderia ser desbloqueado por saber a senha do usuário.
Várias autoridades responsáveis pela aplicação da lei, incluindo o procurador-geral da administração Obama, Eric Holder. Respondeu com forte condenação, dizendo ser inaceitável que o Estado não poderia acessar os dados dos criminosos, mesmo com um mandado. Uma das respostas mais icônicas sendo o chefe de detetives para o departamento de polícia de Chicago afirmando que "a Apple vai se tornar o telefone de escolha para o pedófilo".
O Washington Post publicou um editorial insistindo que "os usuários de smartphones devem aceitar que eles não podem estar acima da lei se houver um mandado de busca válido", e depois de concordar que backdoors seria indesejável, sugeriu a implementação de uma "chave dourada" backdoor que desbloquear os dados Com um mandado.
O diretor do FBI, James Comey, citou uma série de casos para apoiar a necessidade de decifrar smartphones. Incrivelmente, em nenhum dos casos presumivelmente cuidadosamente escolhidos a dedo, o smartphone teve algo a ver com a identificação ou captura dos culpados, e o FBI parece ter sido incapaz de encontrar casos fortes que apóiem a necessidade de decifrar o smartphone.
Bruce Schneier rotulou o direito à criptografia de smartphones debate Crypto Wars II. Enquanto Cory Doctorow chamou Crypto Wars redux. Legisladores nos Estados Unidos da Califórnia e Nova York propuseram contas para proibir a venda de smartphones com criptografia inquebrável. Até fevereiro de 2016, nenhum projeto de lei foi aprovado.
Em fevereiro de 2016, o FBI obteve uma ordem judicial exigindo que a Apple criasse e assinasse eletronicamente um novo software que permitiria ao FBI desbloquear um iPhone 5c que recuperou de um dos atiradores no ataque terrorista de 2015 em San Bernardino, Califórnia. A Apple desafiou a ordem. Consulte a disputa de criptografia do FBI-Apple.
Em abril de 2016, Dianne Feinstein e Richard Burr patrocinaram um projeto de lei excessivamente vago que provavelmente criminalizaria todas as formas de criptografia forte.

## 2015 Chamada do Reino Unido para proibir criptografia não backdoored
Após o tiroteio de Charlie Hebdo em 2015, um ataque de terrorismo islâmico, o ex-primeiro-ministro britânico David Cameron pediu a proibição da criptografia não-backdoored, dizendo que não deveria haver "meios de comunicação" que "não podemos ler". O presidente dos EUA, Barack Obama, tomou partido com Cameron sobre isso.